# HD196821
HD196821 — хімічно пекулярна зоря спектрального класу B9, що має видиму зоряну величину в смузі V приблизно  6,1.
Вона  розташована на відстані близько 926,6 світлових років від Сонця.

## Фізичні характеристики
Зоря HD196821 обертається 
порівняно повільно 
навколо своєї осі. Проєкція її екваторіальної швидкості на промінь зору становить  Vsin(i)= 22км/сек.